# Borralhara-ondulada
A borralhara-ondulada (nome científico: Frederickena unduliger) é uma espécie de ave pertencente à família dos tamnofilídeos. Pode ser encontrada na Bolívia, Brasil, Colômbia, Equador e Peru.
Seu nome popular em língua inglesa é "Undulated antshrike".
Os seus habitats naturais são: florestas subtropicais ou tropicais úmidas de baixa altitude.
O nome borralhara-ondulada foi selecionado como nome vernáculo técnico para a espécie pelo Comitê Brasileiro de Registros Ornitológicos (CBRO) em 2021.